# Rauchfang

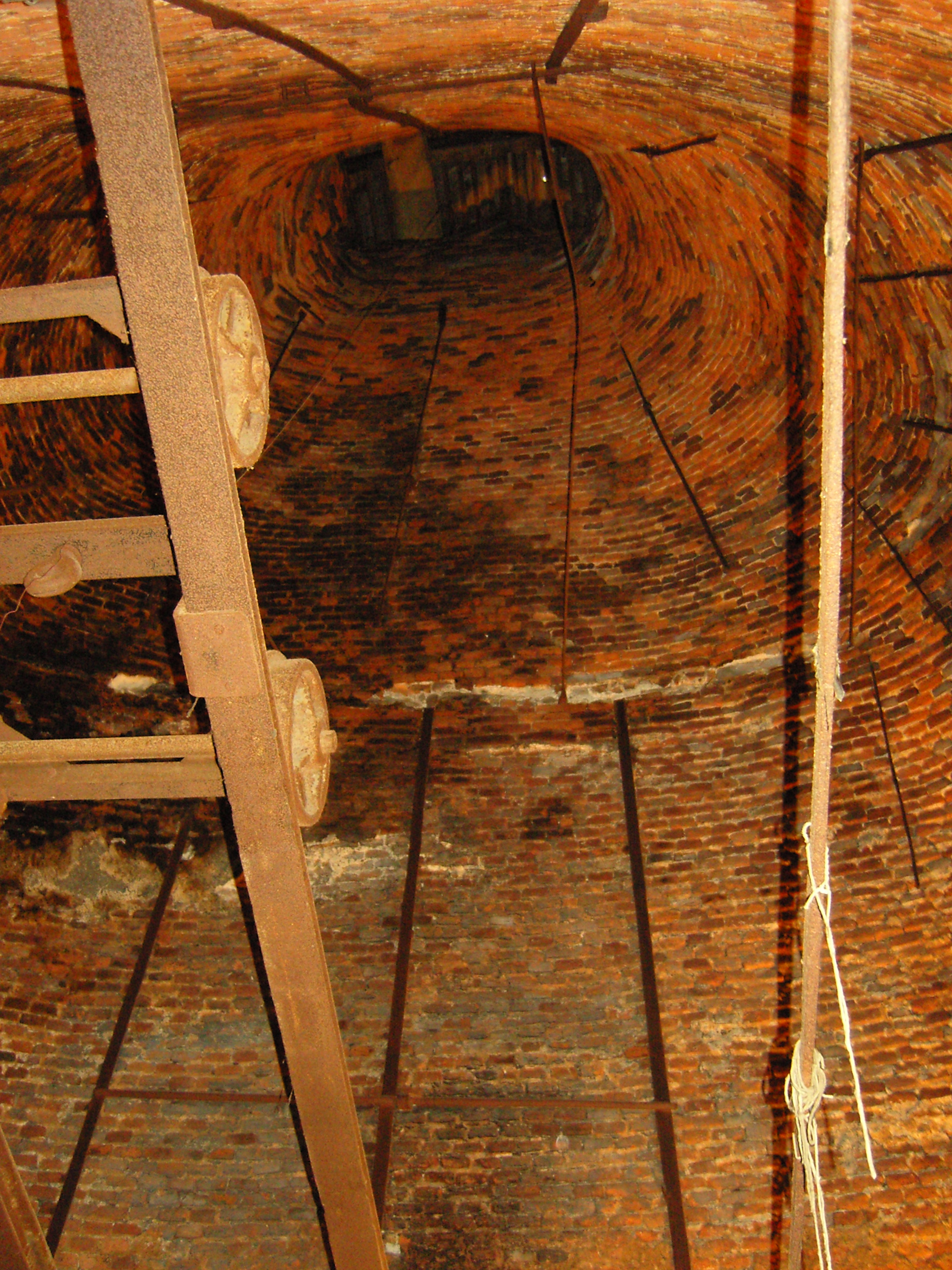
Rauchfang im Kasseler Messinghof

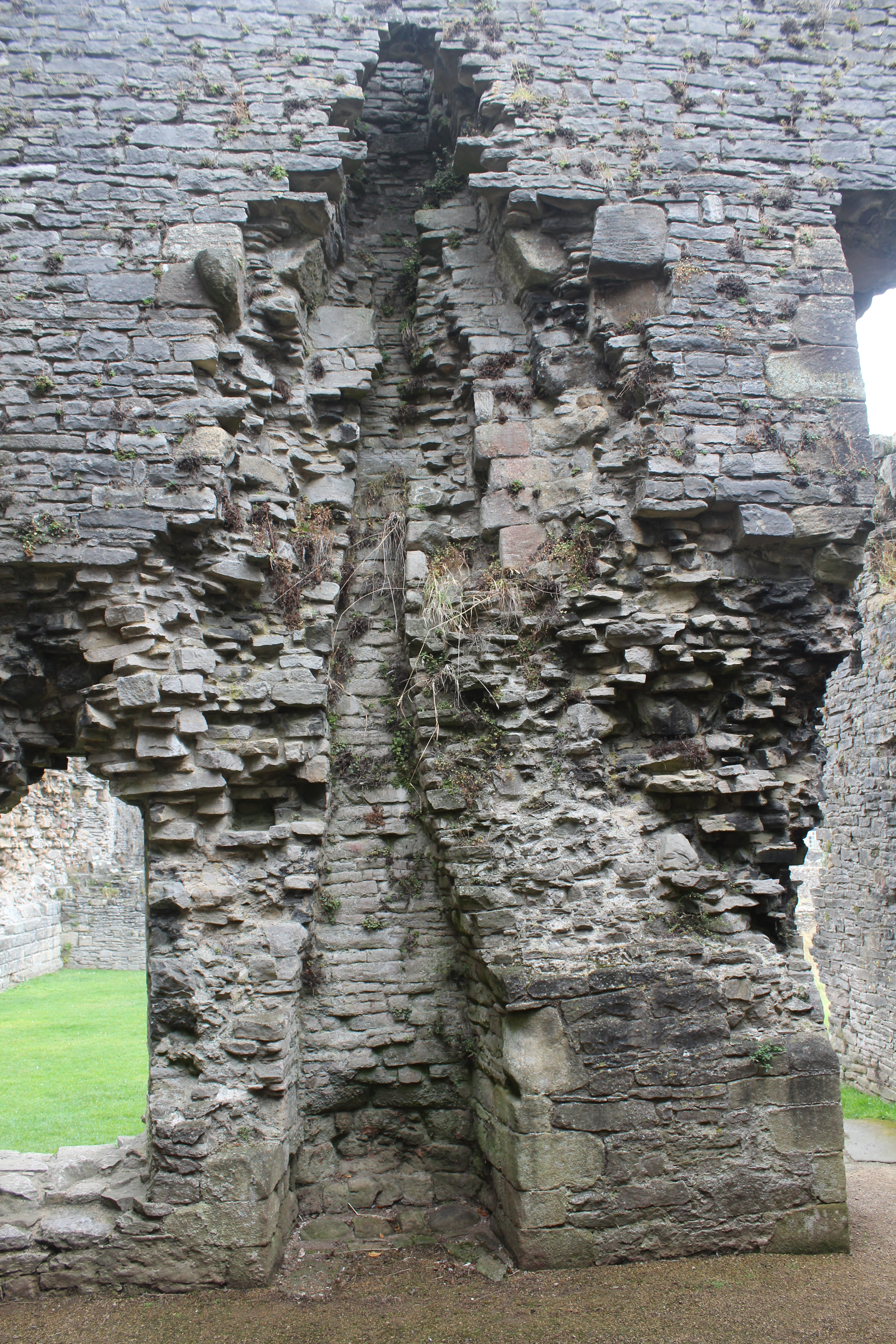
Rauchfang in einer mittelalterlichen Burg

Ein Rauchfang ist eine trichterförmige Haube über einem freien oder offenen Feuer. In Österreich wird der Begriff Rauchfang auch gleichbedeutend mit Schornstein verwendet.

## Funktion und Beschaffenheit
Er dient dazu, die Rauchgase, die in bestimmten Konzentrationsbereichen durchaus gesundheitsschädlich sind, in den Schornstein zu leiten. Sie sind meist über offenen Kaminen oder auch über der Esse in Schmieden angebracht. Meistens aus Metall gefertigt, ganz selten auch aus Stein, bewahren sie die Personen im entsprechenden Raum vor einer möglichen Rauchvergiftung, da sie die Gase aus dem Feuer flächenmäßig erweitert ansaugen und ableiten.

## Geschichte
Anordnungen unter Pfalzgraf Karl IV. aus dem Jahr 1772 dienten auch der Verhütung eines Brandes im Zusammenhang mit häuslichen Feuerstätten. Nach gleichzeitigen Bauvorschriften durften keine Holzschornsteine mehr errichtet, keine hölzernen Schläuche mehr eingebaut werden, die den Rauch der Feuerstätte zum Kamin zu leiten hatten, wie es auch untersagt wurde, Ofenrohre zum Fenster hinauszuführen.